# GAF Nomad
El  GAF Nomad es un avión utilitario bimotor con capacidad STOL. Esta aeronave fue desarrollada y construida por el fabricante aeronáutico australiano Government Aircraft Factories.

## Variantes

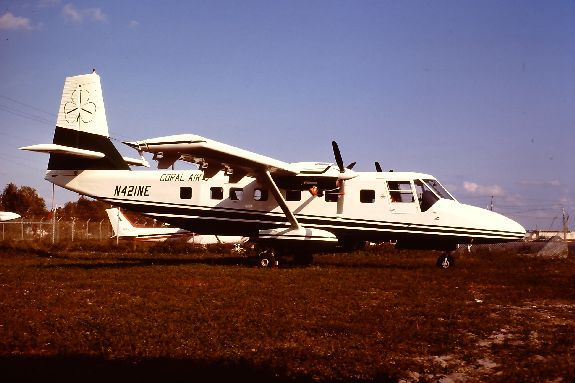
GAF N.24 Nomad

N.2 Nomad
Prototipo, dos unidades fabricadas.
N.22
Versión inicial para el Ejército Australiano con capacidad para 12 pasajeros.
N.22B
Variante civil para 13 pasajeros.
N.22C
Variante del N.22B, con un incremento del peso máximo al despegue de 4050 kg.
N.22F Floatmaster
Versión con flotadores.
N.24
Variante utilitaria, con fuselaje alargado en 1.14 m.
N.24A
Versión para 17 pasajeros, 40 construidos.
N.24B

GA18
Versión remotorizada del N24 en desarrollo por parte del fabricante GippsAero.
Nomad Missionmaster
Versión de transporte militar
Nomad Searchmaster
Avión de patrulla marítima
Nomad N.22 Searchmaster B
Versión mejorada del Searchmaster, 7 construidos.
Nomad N.22 Searchmaster L
Versión mejorada del Searchmaster B, 11 construidos.
Nomad N.22 Searchmaster LI
Versión mejorada del Searchmaster B, equipada con radar APS-104(N).
Nomad N.22 Searchmaster LII
Versión mejorada del Searchmaster B, equipada con radar APS-104(V).

## Usuarios

### Usuarios Civiles
Australia
- Australian Customs Service

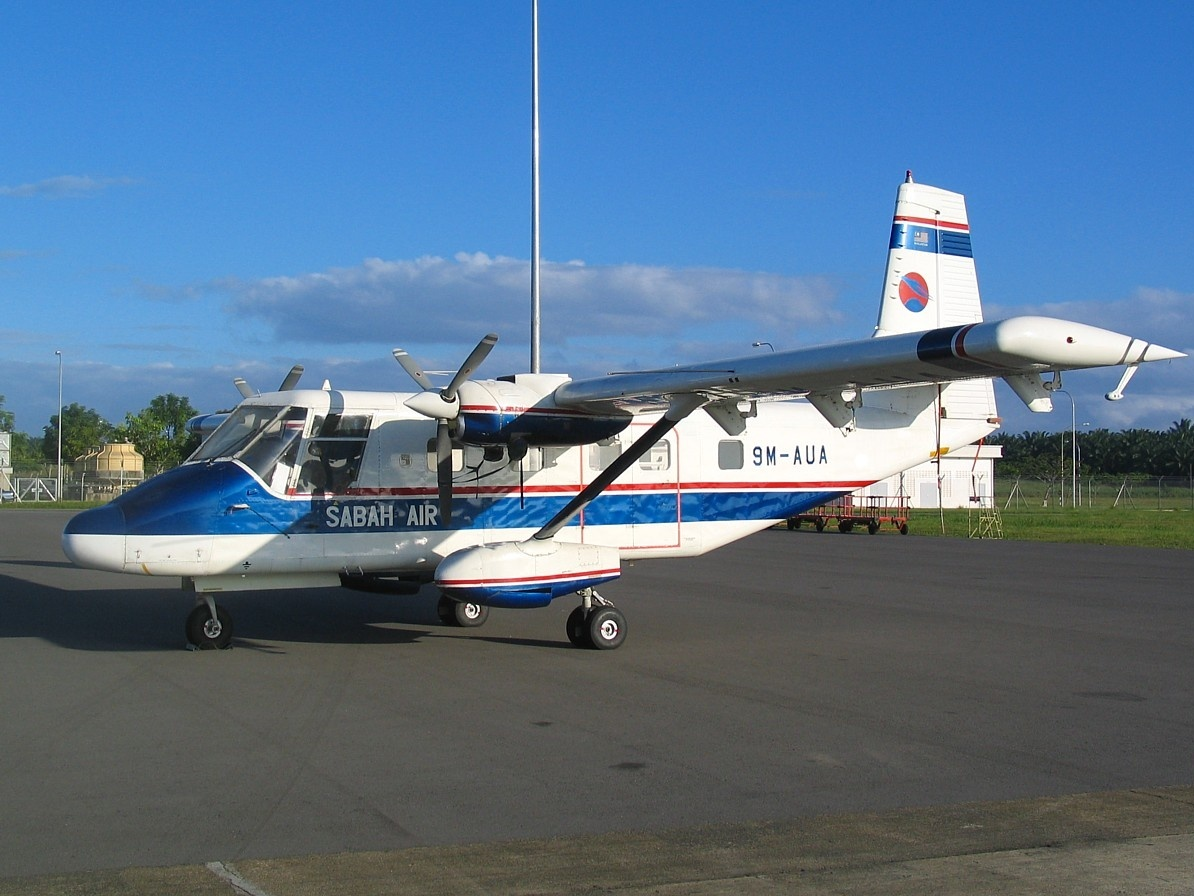
GAF N22B Nomad de Sabah Air.

- National Safety Council of Australia
- Royal Flying Doctor Service
- Sunstate Airlines

 Chile
- Transportes Aéreos Isla Robinson Crusoe[1]

 Malasia
- Layang Layang Aerospace
- Sabah Air

 Nueva Zelanda
- Air Safaris
- Great Barrier Airlines

 Samoa
- Polynesian Airlines

 Estados Unidos
- United States Customs Service

### Usuarios militares
Australia
- Ejército Australiano
- Real Fuerza Aérea Australiana

 Indonesia

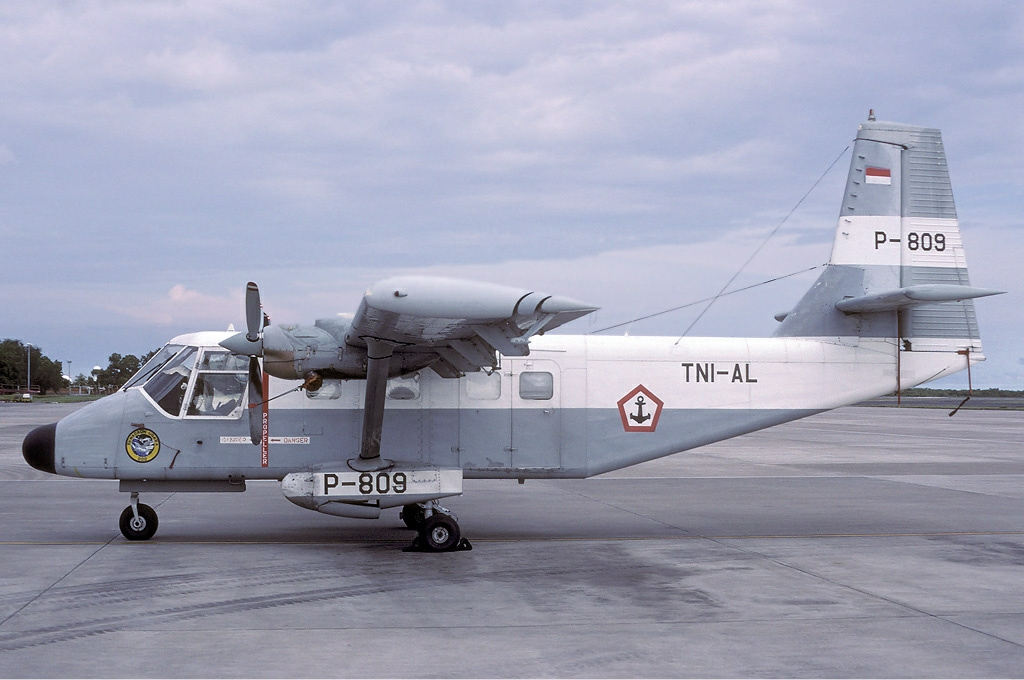
GAF N22B Nomad de la Armada Indonesia.

- Armada Indonesia - 42 Nomad N22/N24 entregados - 6 permanecen en servicio.[2]

 Papúa Nueva Guinea
- Fuerzas Armadas de Papúa Nueva Guinea

 Filipinas
- Fuerza Aérea Filipina - 20 Nomad recibidos - 3 permanecen en servicio.
- Armada Filipina - 15 Nomad (N.24A)

 Tailandia
- Real Fuerza Aérea Tailandesa (N.22B)
- Real Armada Tailandesa (N.24A)

## Especificaciones (N22B)
Referencia datos: Jane's All The World's Aircraft 1982–83

### Características generales
- Tripulación: 2 pilotos
- Capacidad: 12 pasajeros
- Longitud: 12,6 m (41,2 ft)
- Envergadura: 16,5 m (54,2 ft)
- Altura: 5,5 m (18,1 ft)
- Superficie alar: 31,1 m² (334,8 ft²)
- Perfil alar: NACA 23018 (modificado)
- Peso vacío: 2150 kg (4738,6 lb)
- Peso máximo al despegue: 3855 kg (8496,4 lb)
- Planta motriz: 2× turbohélice Allison 250-B17C.
  - Potencia: 313 kW (432 HP; 426 CV) cada uno.

### Rendimiento
- Velocidad crucero (Vc): 311 km/h (193 MPH; 168 kt)
- Velocidad de entrada en pérdida (Vs): 88 km/h (55 MPH; 48 kt)
- Alcance: 1074 km (580 nmi; 667 mi)
- Techo de vuelo: 6400 m (20 997 ft)
- Régimen de ascenso: 7,4 m/s (1457 ft/min)

### Aeronaves similares
- CASA C-212 Aviocar
- Dornier 228
- DHC-6 Twin Otter
- IAI Arava
- PZL M28
- Short SC.7 Skyvan